# Skal vi ikke huske vores fremtid
|  | Denne artikel er oprettet af botten Steenthbot ud fra en ekstern database. Den kan derfor have sproglige fejl eller mangler. Denne skabelon kan fjernes efter kontrol af indholdet. |

Skal vi ikke huske vores fremtid er en dansk eksperimentalfilm fra 1984 instrueret af Dorte Hedebo.

## Handling
En billedmontage i 4 dele om generationernes udveksling. Hvor kommer vi fra? Hvem er vi drømmekvinden og hvor går vi hen?